# أليخاندرا كوندي
أليخاندرا خوسيه كوندي ليكون (من مواليد 21 أبريل 1997) هي طالبة طب فنزويلية ومقدمة برامج وعارضة أزياء وحاملة لقب ملكة جمال فنزويلا العالمية 2020. التي أقيمت في 24 سبتمبر 2020 ، توجت كوندي بلقب ملكة جمال فنزويلا العالمية 2020. وقد مثلت ولاية أراغوا في المسابقة وستمثل فنزويلا في منافسة ملكة جمال العالم 2021 .

## روابط خارجية
- أليخاندرا كوندي على إنستغرام

| الجوائز و الإنجازات    | الجوائز و الإنجازات           | الجوائز و الإنجازات |
| ---------------------- | ----------------------------- | ------------------- |
| سبقه إيزابيلا رودريغيز | ملكة جمال العالم فنزويلا 2021 | تبعه يحدد لاحقا     |
| سبقه إيزابيلا رودريغيز | ملكة جمال العالم فنزويلا 2020 | تبعه يحدد لاحقا     |
| سبقه ناتالي فلوريس     | ملكة جمال أراغوا 2020         | تبعه فيرونيكا واليس |